# 11360 Formigine
11360 Formigine è un asteroide della fascia principale. Scoperto nel 1998, presenta un'orbita caratterizzata da un semiasse maggiore pari a 2,4066461 UA e da un'eccentricità di 0,1316753, inclinata di 2,83035° rispetto all'eclittica.